# Bruins de Providence
Les Bruins de Providence sont une franchise professionnelle de hockey sur glace de la Ligue américaine de hockey en Amérique du Nord. Ils font partie de la division Atlantique dans l'association de l'Est.

## Histoire
L'équipe des Bruins de Providence est créée à la suite du déménagement des Mariners du Maine à l'issue de la saison 1991-1992. Ils remportent la coupe Calder lors de la saison 1998-1999.
Ils sont aussi connus pour avoir engagé le plus jeune organiste de l'histoire du sport professionnel nord américain, Ben Schwartz, qui n'avait que 13 ans lorsqu'il officia au cours de la saison 2001-2002,.
Durant la saison 2020-2021, les Bruins de Providence évoluent au New England Sports Center de Marlborough.

## Statistiques de saisons
| Saison    | PJ | V  | D  | N  | DP | DTB | BP  | BC  | Pts | Classement                  | Séries éliminatoires                               | Entraîneur                 |
| --------- | -- | -- | -- | -- | -- | --- | --- | --- | --- | --------------------------- | -------------------------------------------------- | -------------------------- |
| 1992-1993 | 80 | 46 | 32 | 2  | -  | -   | 384 | 348 | 94  | 1er Nord                    | Éliminés au 1er tour                               | Mike O'Connell             |
| 1993-1994 | 80 | 28 | 39 | 13 | -  | -   | 283 | 319 | 69  | Dernier Nord                | Non qualifiés                                      | Mike O'Connell             |
| 1994-1995 | 80 | 39 | 30 | 11 | -  | -   | 300 | 268 | 89  | 3e Nord                     | Éliminés au 2e tour                                | Steve Kasper               |
| 1995-1996 | 80 | 30 | 36 | 10 | 4  | -   | 249 | 280 | 74  | Dernier Nord                | Éliminés au 1er tour                               | Bob Francis                |
| 1996-1997 | 80 | 35 | 40 | 3  | 2  | -   | 262 | 289 | 75  | Dernier Nouvelle-Angleterre | Éliminés au 2e tour                                | Bob Francis                |
| 1997-1998 | 80 | 19 | 49 | 7  | 5  | -   | 211 | 301 | 50  | Dernier Nouvelle-Angleterre | Non qualifiés                                      | Tom McVie                  |
| 1998-1999 | 80 | 56 | 16 | 4  | 4  | -   | 321 | 223 | 120 | 1er Nouvelle-Angleterre     | Vainqueurs de la coupe Calder                      | Peter Laviolette           |
| 1999-2000 | 80 | 33 | 38 | 6  | 3  | -   | 231 | 269 | 75  | Dernier Nouvelle-Angleterre | Éliminés au 3e tour                                | Peter Laviolette           |
| 2000-2001 | 80 | 35 | 31 | 10 | 4  | -   | 245 | 242 | 84  | 3e Nouvelle-Angleterre      | Éliminés au 3e tour                                | Bill Armstrong             |
| 2001-2002 | 80 | 35 | 33 | 8  | 4  | -   | 190 | 223 | 82  | 3e Est                      | Éliminés en tour préliminaire                      | Bill Armstrong             |
| 2002-2003 | 80 | 44 | 20 | 11 | 5  | -   | 268 | 227 | 104 | 1er Nord                    | Éliminés au 1er tour                               | Mike Sullivan Scott Gordon |
| 2003-2004 | 80 | 36 | 29 | 11 | 4  | -   | 170 | 170 | 87  | 4e Atlantique               | Éliminés au 1er tour                               | Scott Gordon               |
| 2004-2005 | 80 | 40 | 30 | 7  | 3  | -   | 211 | 202 | 90  | 4e Atlantique               | Éliminés au 3e tour                                | Scott Gordon               |
| 2005-2006 | 80 | 43 | 31 | -  | 1  | 5   | 254 | 217 | 92  | 4e Atlantique               | Éliminés au 1er tour                               | Scott Gordon               |
| 2006-2007 | 80 | 44 | 30 | -  | 2  | 4   | 251 | 218 | 94  | 3e Atlantique               | Éliminés au 2e tour                                | Scott Gordon               |
| 2007-2008 | 80 | 55 | 18 | -  | 3  | 4   | 280 | 206 | 117 | 1er Atlantique              | Éliminés au 2e tour                                | Scott Gordon               |
| 2008-2009 | 80 | 43 | 29 | -  | 2  | 6   | 238 | 232 | 94  | 2e Atlantique               | Éliminés au 3e tour                                | Rob Murray                 |
| 2009-2010 | 80 | 36 | 38 | -  | 5  | 1   | 207 | 226 | 78  | 7e Atlantique               | Non qualifiés                                      | Rob Murray                 |
| 2010-2011 | 80 | 38 | 36 | -  | 3  | 3   | 209 | 252 | 82  | 5e Atlantique               | Non qualifiés                                      | Rob Murray                 |
| 2011-2012 | 76 | 35 | 34 | -  | 3  | 4   | 193 | 214 | 77  | 4e Atlantique               | Non qualifiés                                      | Bruce Cassidy              |
| 2012-2013 | 76 | 50 | 21 | -  | 0  | 5   | 222 | 183 | 105 | 1er Atlantique              | Éliminés au 2e tour                                | Bruce Cassidy              |
| 2013-2014 | 76 | 40 | 25 | -  | 2  | 9   | 233 | 210 | 91  | 3e Atlantique               | Éliminés au 2e tour                                | Bruce Cassidy              |
| 2014-2015 | 76 | 41 | 26 | -  | 7  | 2   | 209 | 185 | 91  | 2e Atlantique               | Éliminés au 1er tour                               | Bruce Cassidy              |
| 2015-2016 | 76 | 41 | 22 | -  | 9  | 4   | 238 | 198 | 95  | 2e Atlantique               | Éliminés au 1er tour                               | Bruce Cassidy              |
| 2016-2017 | 76 | 43 | 23 | -  | 6  | 4   | 229 | 188 | 96  | 4e Atlantique               | Éliminés au 3e tour                                | Bruce Cassidy Kevin Dean   |
| 2017-2018 | 76 | 45 | 26 | -  | 3  | 2   | 231 | 187 | 95  | 4e Atlantique               | Éliminés au 1er tour                               | Jay Leach                  |
| 2018-2019 | 76 | 38 | 27 | -  | 8  | 3   | 228 | 212 | 87  | 4e Atlantique               | Éliminés au 1er tour                               | Jay Leach                  |
| 2019-2020 | 62 | 38 | 18 | -  | 3  | 3   | 197 | 154 | 82  | 1re Atlantique              | Séries annulées à cause de la pandémie de Covid-19 | Jay Leach                  |
| 2020-2021 | 25 | 15 | 6  | -  | 2  | 2   | 78  | 60  | 32  | 1re Atlantique              | Séries annulées                                    | Jay Leach                  |
| 2021-2022 | 72 | 36 | 25 | -  | 5  | 6   | 199 | 192 | 83  | 3e Atlantique               | Éliminés au 1er tour                               | Ryan Mougenel              |
| 2022-2023 | 72 | 44 | 18 | -  | 8  | 2   | 221 | 201 | 98  | 1er Atlantique              | Éliminés au 1er tour                               | Ryan Mougenel              |
| 2023-2024 | 72 | 42 | 21 | -  | 6  | 3   | 239 | 208 | 93  | 2e Atlantique               | Éliminés au 1er tour                               | Ryan Mougenel              |

## Entraîneurs
- Mike O'Connel (1992-1994)
- Steve Kasper (1994-1995)
- Bob Francis (1995-1997)
- Tom McVie (1997-1998)
- Peter Laviolette (1998-2000)
- Bill Armstrong (2000-2001)
- Mike Sullivan (2001-2002)
- Scott Gordon (2002-2008)
- Rob Murray (2008-2011)
- Bruce Cassidy (2011-2016)
- Kevin Dean (2016-2017)
- Jay Leach (2017-2021)
- Ryan Mougenel (Depuis 2021)

## Identité de l'équipe
- Équipes affiliées : Bruins de Boston (LNH), Stingrays de la Caroline du Sud (ECHL)
- Logo : Logo des Bruins de Boston avec un P remplaçant le B.
- Titres de division : 4  (1992-1993, 1998-1999, 2002-2003 et 2007-2008)
- Titre de saison régulière : 2 (1998-1999 et 2007-2008)
- Championnat gagné : 1 (1998-1999)